# St Michael's Chapel

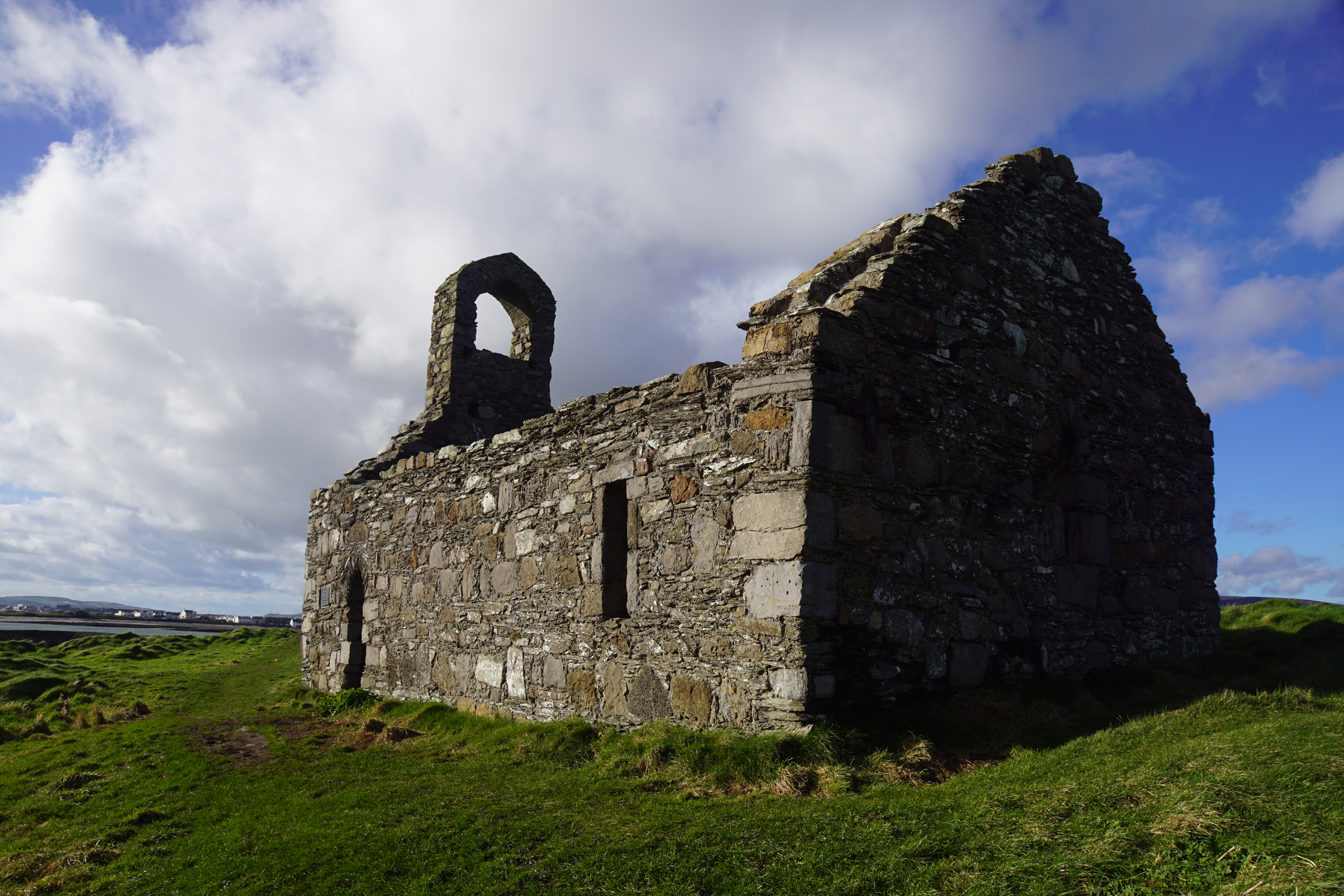
Gezien vanuit het zuidoosten.

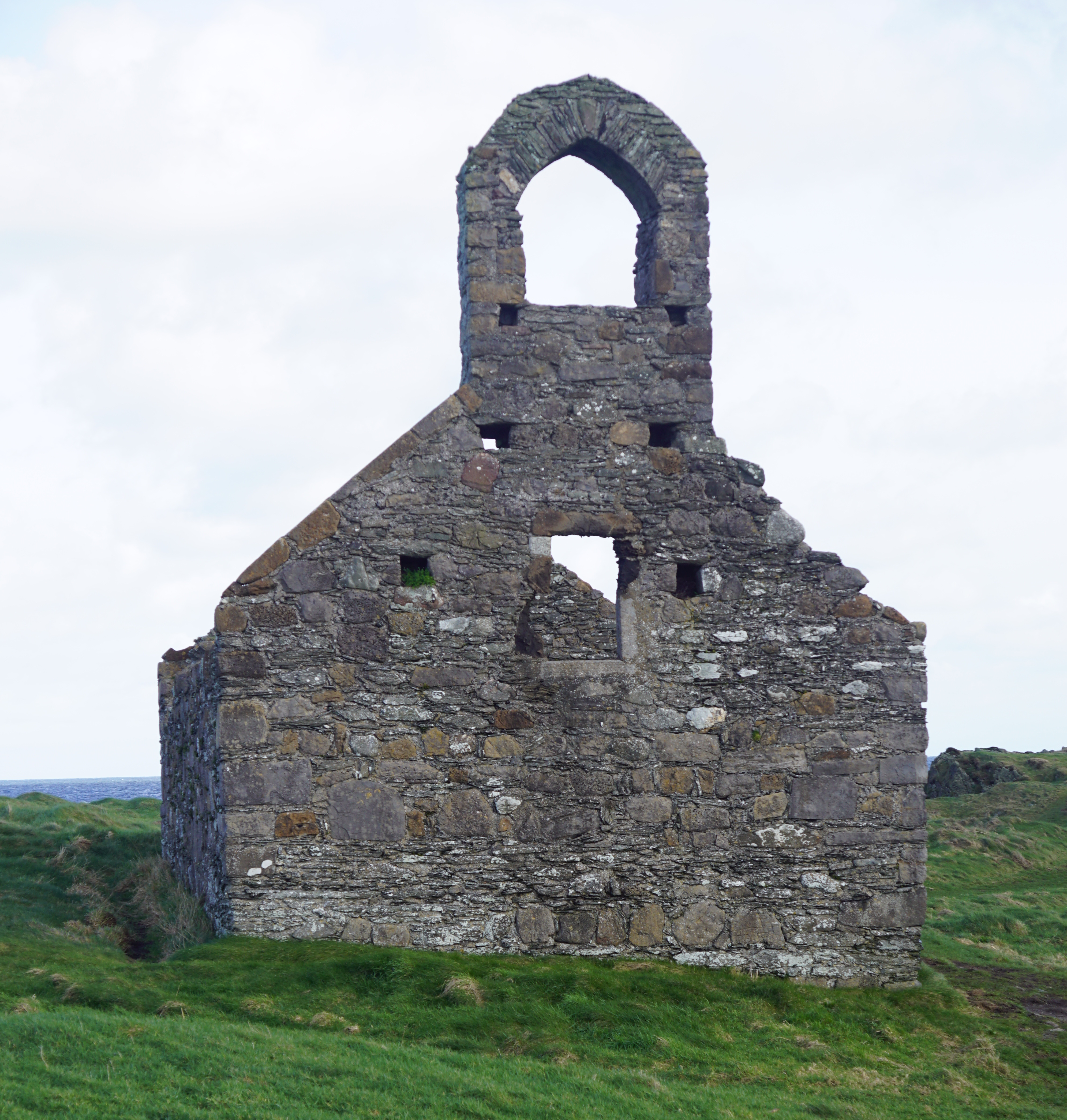
De westgevel met klokkentoren.

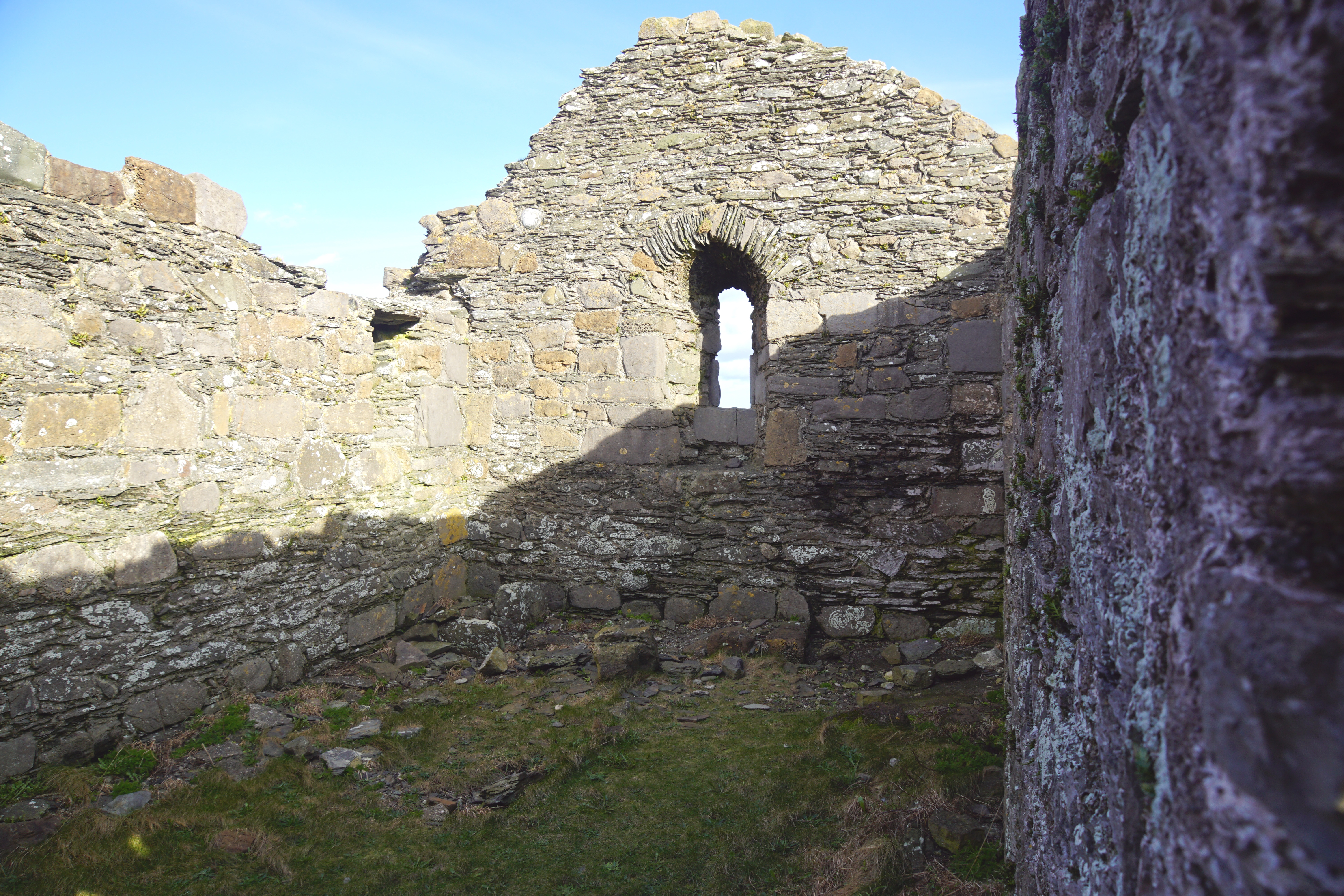
Interieur: de oostmuur met de resten van het altaar.

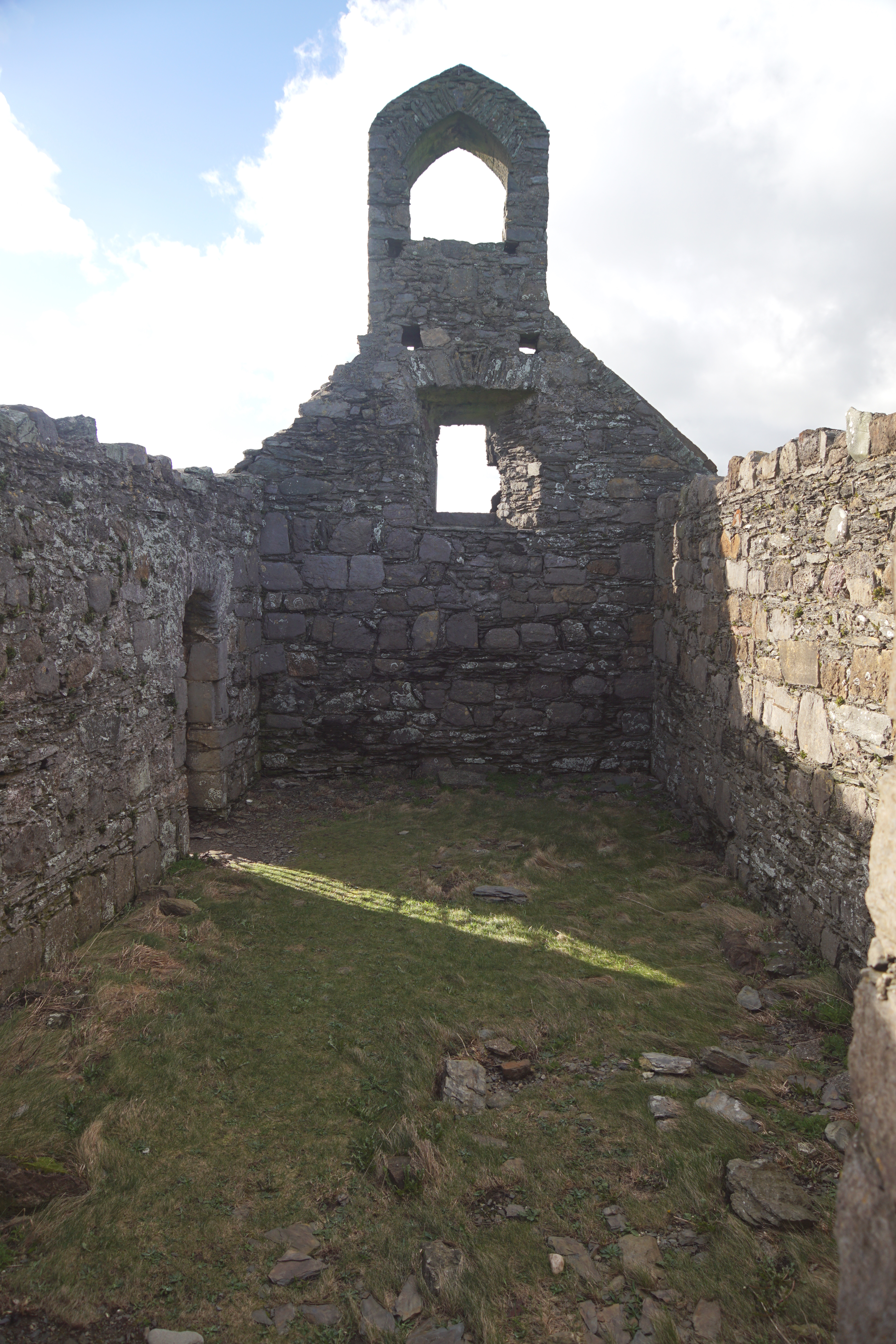
Interieur: kijkende naar het schip (westen).

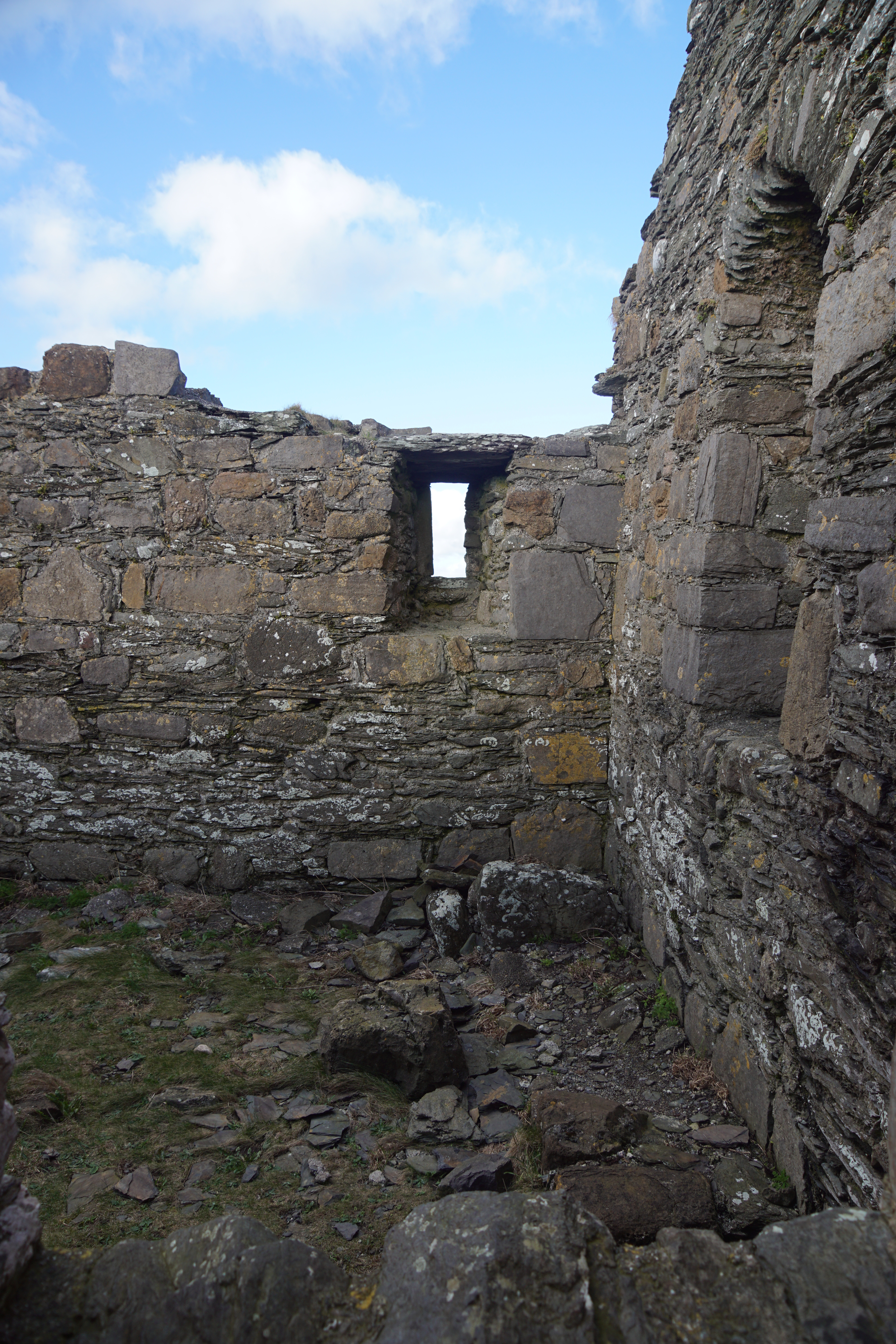
Kijkende naar de noordelijke zijde met ervoor de resten van het altaar.

St Michael's Chapel is (de ruïne van) een twaalfde-eeuwse kapel, gelegen op St Michael's Isle (ook wel Fort Island geheten) aan de kust van Derby Haven in de parish van Malew op het eiland Man.

## Geschiedenis
St Michael's Chapel bestond in ieder geval al in 1250. De kroniek van het eiland Man refereert in een veldslag aan een Insula Sancti Michaelis (eiland van Sint Michael); het eiland waarop de kapel gewijd aan Sint Michael staat wordt het eiland van Sint Michael genoemd. In de veldslag versloeg het leger van Man een aspirant-koning van de Eilanden genaamd John. De bouwstijl van de ramen wijst erop dat de kerk werd gebouwd in de elfde of twaalfde eeuw.

## Beschrijving
St Michael's Chapel is een rechthoekig gebouw van negen meter bij 4,6 meter groot. Het gebouw is  georiënteerd en ligt aan de zuidwestelijke zijde van St Michael's Isle (ook wel Fort Island genoemd). De raam- en deurkozijnen bestaan uit kalksteen en leisteen. Eromheen bevindt zich een begraafplaats die circa 58,5 meter bij 30,1 meter groot is. 
Alle muren van de kerk hebben min of meer hun oorspronkelijke hoogte. Het dak bestond uit leistenen.
In de zuidmuur bevindt zich de ingang, die voorzien is van een boog gemaakt van leistenen. Erboven zit in de muur een grote steen van graniet die wellicht het gewicht van de muur draagt om de boog eronder te ontlasten. In de deurpost van de muur zit een gat voor een balk om de toegang af te sluiten.
In de westelijke muur bevindt zich een rechthoekig raam en bovenop de westelijke gevel staat een kleine klokkentoren. Deze dateert op zijn minst uit de zeventiende eeuw, maar is sindsdien gerepareerd en (foutief) gereconstrueerd in 1928. 
In de oostgevel bevindt zich een spitsboogvenster waarbij de ronde boog bestaat uit hele dunne leistenen. In de noordelijke muur bevindt zich aan de oostzijde een klein, rechthoekig raam en in de zuidelijke muur, ook aan de oostzijde, een groter, rechthoekig raam.
Op een tekening uit 1853 is te zien dat de noordelijke muur boven het raam was ingestort, dus deze muur moet sindsdien zijn herbouwd.
In het hele gebouw zijn nog gaten te vinden waarin balken hebben gezeten, een gebruikelijk kenmerk van kerkjes op het eiland.
In de kerk zijn onder het oostelijke raam de fundamenten van een stenen altaar aanwezig. In de noordoostelijke hoek bevond zich een sedilia of een kastje. In 1907-1909  werden de fundamenten van een muur ontdekt die een afscherming van het koor ondersteunde; deze stond los van de buitenmuren en is daarom een latere toevoeging. In het schip (aan de westzijde) bevinden zich de resten van stenen banken tegen de noordelijke en zuidelijke muur.
Op de begraafplaats lijken geen grafmonumenten meer te zien hoewel de rooms-katholieke gemeente de begraafplaats gebruikte tot in de vroege negentiende eeuw.
Het eiland werd rond 1750 verbonden met het vasteland via een dam met een weg erop.

## Folklore
Over St Michael's Chapel bestaat het volgende verhaal. Een priester genaamd Father Kelly had een droom waarin Sint-Michaël voor hem verscheen en hem een kerk toonde op het eiland dat later St Michael's Isle ging heten. De priester keek door het raam van de kerk en zag zichzelf geknield in gebed omringd door prachtige en rijke versieringen. Father Kelly zag deze droom als een visie voor de toekomst en ging naar het eiland en bouwde daar de kapel. Alleen bleek hij geen geld te hebben om de kerk zo mooi te versieren als in zijn droom. Op een avond bad hij tot Sint Michaël toen hij geluiden hoorde die van de begraafplaats kwamen. Het klonk alsof een aantal mannen er iets begroeven. Die nacht was er een zware storm en een schip leed schipbreuk op de kust. Slechts één man wist de kust te bereiken en bekende aan Father Kelly voor hij stierf dat zijn kompanen en hij een schat hadden begraven op de begraafplaats. De priester gebruikte de schatten vervolgens om de kerk te verfraaien al kwelde zijn geweten hem of hij die gestolen schatten daar wel voor mocht gebruiken. Op een dag arriveerde een zusterschip van het schip dat verloren was gegaan. De opvarenden herkenden de schatten in de kerk. Ze stalen de schatten en hingen de priester op aan de dakbalken boven het altaar. De kerk werd hierna niet meer gebruikt en verviel tot een ruïne. Er werd gezegd dat je soms als de maan scheen en de zee kalm was de geest van Father Kelly kon zien staan op de rotsen, starend naar de zee.
In een andere versie van dit verhaal wordt Father Kelly gewurgd op het altaar en kan zijn geest niet gezien worden maar wel 's nachts gehoord worden in de kapel als hij kreunt en met geld rinkelt.

## Beheer
St Michael's Chapel wordt net als het Derby Fort op het eiland, beheerd door Manx National Heritage.